# Gábor Szegő

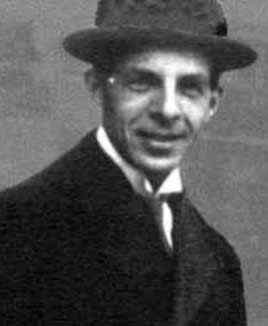
Gábor Szegő (1925)

Gábor Szegő (* 20. Januar 1895 in Kunhegyes, Komitat Jász-Nagykun-Szolnok, Österreich-Ungarn; † 7. August 1985 in Palo Alto) war ein ungarisch-US-amerikanischer Mathematiker, der sich mit Analysis beschäftigte.

## Leben und Werk
Gábor Szegő studierte in Budapest, Berlin (u. a. bei Ferdinand Georg Frobenius, Hermann Amandus Schwarz, Friedrich Schottky) und Göttingen (bei David Hilbert, Edmund Landau, Alfréd Haar). Im Ersten Weltkrieg war er in der österreichisch-ungarischen Armee bei der Artillerie und später der Luftwaffe, wo er Richard von Mises traf. 1918 wurde er an der Universität Wien promoviert (Ein Grenzwertsatz über die Toeplitz Determinanten einer reellen Funktion). 1921 zog er nach Berlin, wo er sich habilitierte, Privatdozent war, mit Issai Schur und von Mises zusammenarbeitete und mit George Pólya 1925 das zweibändige Aufgaben und Lehrsätze aus der Analysis beim Springer-Verlag veröffentlichte. 1926 wurde er als Nachfolger von Konrad Knopp Professor in Königsberg. 1934 emigrierte er, da er als Jude durch die Nationalsozialisten verfolgt wurde, in die USA und ging an die Washington University in St. Louis. Ab 1938 war er Professor an der Stanford University, wo er bis zu seiner Emeritierung 1966 blieb.
Szegő arbeitete u. a. über Toeplitz-Matrizen, Extremalprobleme, orthogonale Polynome. Nach ihm sind der Szegő-Kern, Szegő-Polynome und die Szegő-Grenzwertformel (die aus einem Problem von Lars Onsager im Ising-Modell entstand) benannt. Der Pólya-Szegő gilt allgemein als (in den Worten von Richard Askey) „best geschriebenes und brauchbarstes Probleme-Buch in der Geschichte der Mathematik“.
Szegő war Mitglied der Königsberger Gelehrten Gesellschaft, korrespondierendes Mitglied der österreichischen (1960) und Ehrenmitglied der ungarischen Akademie der Wissenschaften sowie Mitglied der American Academy of Arts and Sciences (1976). 1928 erhielt er den ungarischen Julius König-Preis. Er war seit 1919 verheiratet und hatte zwei Kinder.
Ab 1918 war er Privatlehrer für den jungen John von Neumann.

## Schriften
- mit George Pólya: Aufgaben und Lehrsätze der Analysis. 2 Bände, Springer, 1925, 1972 (viele Auflagen). ISBN 3-540-04874-X (Band 1) ISBN 3-540-05456-1 (Band 2)
- mit George Pólya: Isoperimetric Problems in mathematical physics. Princeton, Annals of Mathematical Studies.
- Orthogonal Polynomials. AMS, 1939, 1955.
- mit Ulf Grenander: Toeplitz forms and their applications. Chelsea 1958
- Richard Askey (Hrsg.): Collected Papers of Gábor Szegö. 3 Bände, Birkhäuser 1982

## Verweise
1. ↑  Gábor Szegő im Mathematics Genealogy Project (englisch)  abgerufen am 14. November 2024.
2. ↑  Askey, Nevai Gabor Szegő, Math.Intelligencer, Band 18, 1996, Nr. 3, S. 14.

| Personendaten    | Personendaten            |
| ---------------- | ------------------------ |
| NAME             | Szegő, Gábor             |
| ALTERNATIVNAMEN  | Szegö, Gabriel           |
| KURZBESCHREIBUNG | ungarischer Mathematiker |
| GEBURTSDATUM     | 20. Januar 1895          |
| GEBURTSORT       | Kunhegyes, Ungarn        |
| STERBEDATUM      | 7. August 1985           |
| STERBEORT        | Palo Alto                |